# 8978 Barbatus
8978 Barbatus è un asteroide della fascia principale. Scoperto nel 1977, presenta un'orbita caratterizzata da un semiasse maggiore pari a 3,2200100 UA e da un'eccentricità di 0,0997953, inclinata di 0,29951° rispetto all'eclittica.
Il nome fa riferimento all'avvoltoio Gypaetus barbatus.